# Джанга
Джанга (дарг. Джангани) — село в Карабудахкентском районе Дагестана. Входит в состав сельского поселения «Сельсовет „Губденский“» и является отсёлком селения Губден.

## География
Расположено на р. Джангакулачай, в 37 км к юго-востоку от села Карабудахкент и 26 км от села Губден.

## Население
| 1939 | 1970 | 1989 | 2002  | 2010  | 2021  |
| ---- | ---- | ---- | ----- | ----- | ----- |
| 84   | ↗512 | ↗710 | ↗1068 | ↗1203 | ↗1343 |

## Полезные ископаемые
Шамшаарское месторождение мраморизованных известняков.

## История
Селение Джанга расположено около древних городов Урцеки и Шамшахар. Урцеки расположено в живописной долине, среди лесов, недалеко от Джанга и Улубий — аул. Урцеки имел мощные крепостные сооружения, которые тянулись 10—15 км через Кьати, Джанга и Шамшагар двумя параллельными линиями, защищая связывающую эти три городища дорогу. У входа были мощные башни, ширина стен которых достигала до 3 метров.
Нынешнее место, селения Джанга была частью селения Губден. До первых поселений эта местность была болотистым и непроходимым, где росли многочисленные колючие кустарники и камыши. Болотный запах, ядовитые насекомые и змеи пугали людей, которые оставались на ночлег. Лишь некоторым удавалось выжить до утра и продолжить путь. До сих пор сохранились легенды о больших змеях и насекомых, которые пугали людей. Люди назвали эту местность «Джанга», что в переводе на даргинский язык означает «Дай жизнь».
Одной из таких легенд была легенда о пастухе, у которого пропадал каждый день баран из стада. Он начал проверять местность, куда могли бы исчезать его овцы. Пастух находит останки овец и огромного змея в труднопроходимых колючках.
Местность была удобным для сельскохозяйственных полей, и люди из селения Губден начали переселяться. В 1930 году было принято решение осушить болото под пашню и виноградные поля. Из Губдена были отправлены один бригадир и 17 женщин вдов. Со времен появились первые постоянные жители. В 1933 были образованы два колхоза «Кагановича» и «Свердлова». В 1949 оба колхоза вошли в состав «Губденский» ныне СПК «Губденский». Когда в 1941 году началась Великая Отечественная война, как и все дагестанские народы, жители села Джанга встали на защиту Родины. Многие участвовали в ВОВ, многие не вернулись с поля боя. С войны вернулись 7 ветеранов: Дарсамов Идрис, Зугумов М-Шапи, Шапиев Гаджи, Гасанов М-Саид, Чупанов М-Расул, Абдулагатов Гапиз, Сулейманов Талиб.